# Futebol canadense

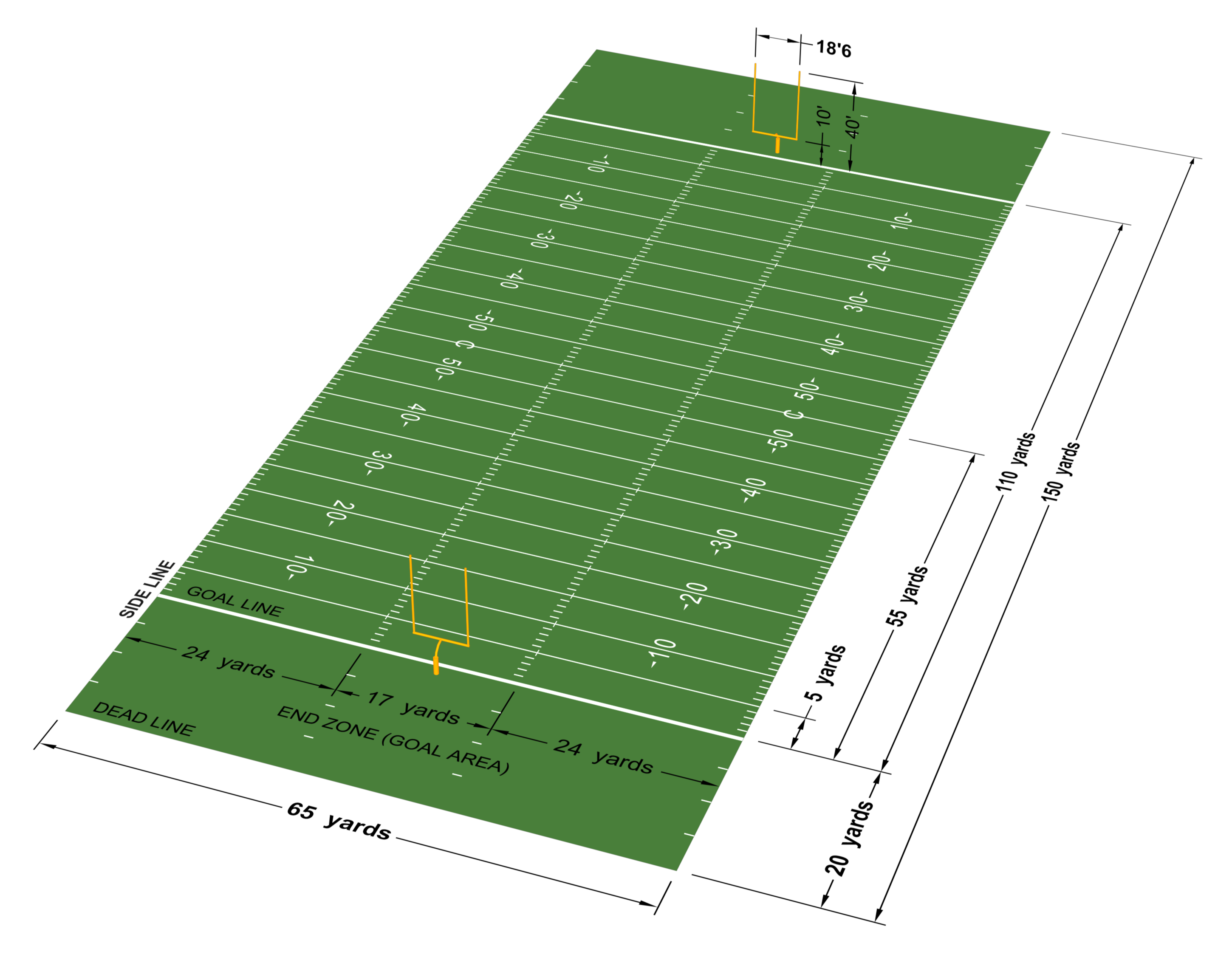
Medidas de um campo de futebol canadense

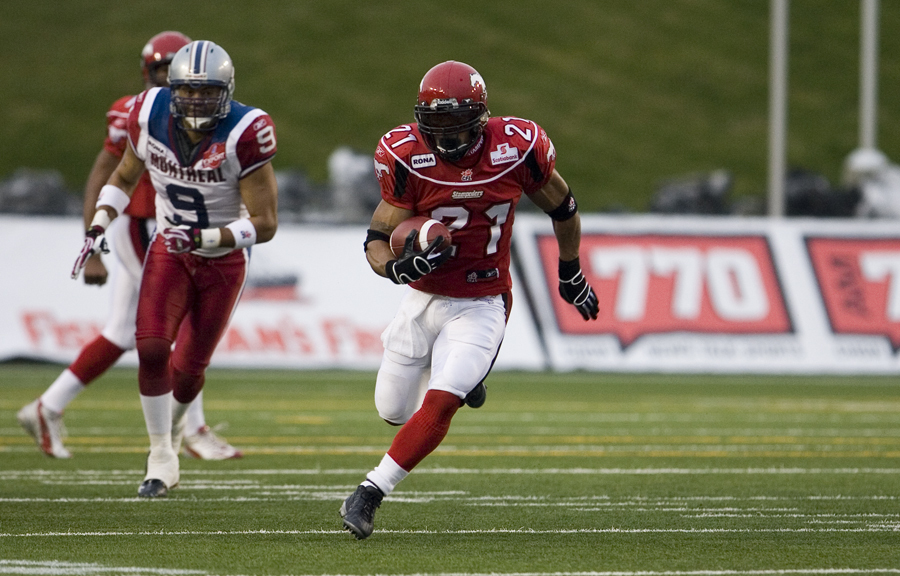
Uma partida entre o Calgary Stampeders (em vermelho) e o Montreal Alouettes em 2007.

O futebol canadense (português brasileiro) ou futebol canadiano (português europeu) é um esporte similar ao futebol americano onde dois times de 12 jogadores cada competem em um campo de 110 jardas (100,6m) de comprimento por 65 jardas (59,4m) de largura, com 20 jardas (18,3m) de comprimento da end zone. Cada goalpost (ver em amarelo na foto ao lado) tem o formato de Y e tem 40 pés (12,2m) de altura por 18,5 pés (5,6m) de largura.
A temática do futebol canadense e do futebol americano são as mesmas, as principais diferenças estão no tamanho do campo, número de jogadores e em algumas regras em especial. As duas modalidades tem sua origem no Rugby e os dois estilos influenciaram mutualmente em seus desenvolvimentos. Coletivamente, os dois esportes são às vezes referidos como Gridiron football.
A maior e mais importante liga profissional é a Canadian Football League (CFL), e seu título máximo é a Grey Cup, que existe desde 1909.